# Club Atlético Saquisilí
La Club Atlético Saquisilí es un equipo de fútbol profesional de Saquisilí, Provincia de Cotopaxi, Ecuador. Fue fundado el 19 de junio de 2009 y se desempeña en la Segunda Categoría del Campeonato Ecuatoriano de Fútbol.
Está afiliado a la Asociación de Fútbol No Amateur de Cotopaxi.

## Palmarés
- Segunda Categoría de Cotopaxi (5): 2011, 2015, 2016, 2020, 2021.

- Datos: Q5672365